# Farmácia Popular do Brasil
Programa Farmácia Popular ou simplesmente Farmácia Popular, oficialmente denominado Programa Farmácia Popular do Brasil (PFPB), é um programa do Governo Federal Brasileiro que visa complementar a disponibilização de medicamentos utilizados na Atenção Primária à Saúde.
O Farmácia Popular é desenvolvido em parceria com prefeituras, governos estaduais, órgãos e instituições públicas ou privadas sem fins lucrativos de assistência à saúde, cujo propósito é oferecer medicamentos de uso comum a preços reduzidos. O Programa Farmácia Popular está presente em 85% das cidades brasileiras, o que equivale a 4,7 mil municípios, conta com mais de 31 mil estabelecimentos credenciados e tem capacidade para atender 96% da população brasileira. Em 2024, atendeu 24,7 milhões de pessoas.

## Histórico
Em 13 de abril de 2004, por meio da Lei nº 10.858/2004, a Fundação Oswaldo Cruz (Fiocruz) foi autorizada a distribuir medicamentos, mediante o ressarcimento de seus custos, com vistas a assegurar à população o acesso a produtos básicos e essenciais a baixo custo, diminuindo, assim, o impacto do preço dos remédios no orçamento familiar.
Em 20 de maio de 2004, foi instituído o Programa Farmácia Popular do Brasil, por meio do Decreto n.º 5.090/2004, cujo foco principal era a implantação da rede Farmácia Popular em parceria com governos estaduais e municipais, para a instalação de unidades do programa em locais estratégicos, por meio de convênios com a Fiocruz, tendo com interveniente o Ministério da Saúde. O Programa cumpre uma das principais diretrizes da Política Nacional de Assistência Farmacêutica (PNAF).
Na primeira fase do Programa, foi implementada uma rede estatal de farmácias diretamente pela Fiocruz ou em parceria da Fiocruz com municípios, estados e instituições de ensino públicas ou privadas filantrópicas, no que foi designado como Rede Própria. As prefeituras recebiam recursos do Ministério da Saúde para montar a estrutura física da farmácia. E, após a inauguração, as prefeituras recebiam verbas para contratação de funcionários para o atendimento e de farmacêuticos e manutenção do programa e o Governo Federal subsidia o valor de alguns medicamentos.

### Marcos
A partir de 2006, o PFPB se expandiu mediante parcerias com as farmácias privadas por meio do Programa "Aqui Tem Farmácia Popular" (ATFP), no qual ocorre o credenciamento de estabelecimentos por interesse dos empresários. Da mesma forma que na Rede Própria, também é exigido um padrão de identidade visual nos estabelecimentos farmacêuticos, devendo ser exibidas peças publicitárias que identifiquem seu credenciamento ao Programa, com logomarca específica. Por meio do Farmácia Popular, foram ofertados medicamentos com preços mais baixos, com desconto de até 90% para os usuários.
Em 2011, com a instituição do “Saúde Não Tem Preço”, o programa passou a ofertar medicamentos gratuitos indicados para o tratamento de hipertensão, diabetes (ampliado em 2012 para asma). Outros tratamentos continuaram a ser ofertados em formato de copagamento, com até 90% de desconto.
Em dezembro 2017, a Rede Própria foi encerrada por decisão da Comissão Intergestores Tripartite. Até então, a RP contava com 467 farmácias em todo o país.
Com o relançamento do programa em 2023, foram inclusos novos medicamentos gratuitos, como para osteoporose e anticoncepcionais. Em julho de 2024, a gratuidade foi estendida para tratamento de colesterol alto, doença de Parkinson, glaucoma e rinite.
A partir de janeiro de 2024, o Farmácia Popular passou a disponibilizar gratuitamente absorventes para estudantes da rede pública de baixa renda, pessoas em situação de rua ou em vulnerabilidade extrema, como parte do Programa de Proteção e Promoção da Saúde e Dignidade Menstrual.
Em fevereiro de 2025, o Ministério da Saúde anunciou a gratuidade sobre 41 medicamentos e itens, contra diabetes, asma, hipertensão, osteoporose, anticoncepção, colesterol alto, rinite, doença de Parkinson, glaucoma, e incontinência, além de fraudas geriátricas e produtos para dignidade menstrual.

## Características
O objetivo do programa é, segundo o Ministério da Saúde, ampliar o acesso da população aos medicamentos considerados essenciais, oferecendo tais medicamentos a preços reduzidos. Os medicamentos são adquiridos pela Fundação Oswaldo Cruz (Fiocruz), em laboratórios farmacêuticos públicos (como FURP) ou do setor privado. A Fiocruz disponibiliza os medicamentos às Farmácias Populares sem custo algum, onde são vendidos em farmácias próprias, ou ainda em farmácias da iniciativa privada, onde o comprador informa o CPF para o DATASUS no ato da compra. A redução de preços é possível graças a isenção de impostos e a aplicação de subsídios, por parte do Governo. Em média, os medicamentos são vendidos com preços 85% menores do que as farmácias comuns.
Para a obtenção dos medicamentos e itens do Farmácia Popular, o paciente deve comparecer a um estabelecimento credenciado (identificado pela logomarca do Programa Farmácia Popular do Brasil) e apresentar os seguintes documentos: documento oficial com foto e número do CPF ou documento de identidade em que conste o número do CPF, além de receita médica dentro do prazo de validade, tanto do SUS quanto de serviços particulares.

## Críticas
A principal crítica ao programa é o fato dos medicamentos serem vendidos, enquanto a constituição brasileira garante a todos os cidadãos do país saúde pública, ou seja, garante que os medicamentos devem ser distribuídos gratuitamente. Além disso, defensores de uma visão liberal argumentam que o programa poderia ser executado exclusivamente por convênios com as farmácias já existentes da rede privada (o que já ocorre parcialmente) e não na constituição de estabelecimentos públicos geridos pelas prefeituras. Os críticos alegam que criou-se uma "farmaciabras" sem necessidade, e que sairia mais em conta para o poder público simplesmente dar gratuitamente, através da rede do SUS, os medicamentos que são vendidos com descontos de 50 a 90% em cada estrutura específica.[carece de fontes?]

## Custo-efetivo
Dados de pesquisa que monitorou os resultados do programa Aqui Tem Farmácia Popular entre 2006 e 2012 revelaram que o subsídio oferecido pelo programa evitou cerca de 240 mil das hospitalizações (cerca de 17%) que poderiam ter ocorrido por conta do diabetes tipo 2, gerando uma economia de custos na faixa dos 13%. De acordo com a pesquisa, o impacto é percebido especialmente entre as camadas mais pobres e mais vulneráveis. Segundo os dados analisados, o programa foi considerado custo-efetivo, o que significa que seu custo compensa o benefício causado.

## Cortes

### Governo Dilma
Em 2015, o governo Dilma anunciou cortes no programa. O corte afetaria 11 itens, incluindo fraldas geriátricas, com opções para os tratamentos de glaucoma, mal de Parkinson, osteoporose, rinite e colesterol. Apesar do corte, o Ministério do Planejamento garantiu que não haveria impacto no funcionamento do programa.

### Governo Temer
Em 2017, o governo Temer anunciou cortes no programa, deixando de atender cerca de 7 milhões de pessoas. No mesmo ano, foram fechadas farmácias federais em cidades e bairros de baixa renda, na época, o Ministério da Saúde afirmou que 80% dos R$ 100 milhões gastos com a rede própria correspondiam a custos administrativos, e não a medicamentos. Entre 2016 e 2018, o número de pessoas atendidas caiu de 28,8 milhões, para 21,6 milhões. Suspeitas de fraude e investigações do Tribunal de Contas da União (TCU) colaboraram para a redução orçamentária.

### Governo Bolsonaro
Em 2022, o governo Bolsonaro cortou em 59% o orçamento do programa Farmácia Popular para garantir o orçamento secreto de 2023. Com a repercussão negativa, Bolsonaro mandou o orçamento ser recomposto pelos ministros da Saúde e Economia, que informaram que o corte visa respeitar o teto de gastos e que o orçamento ainda está aberto para novas revisões de cortes e gastos. O corte de orçamento deve ser revisto e ainda precisa ser aprovado pelo Congresso Nacional, podendo ser revertido apenas após as eleições.

### Governo Lula
Em 2023, o Congresso anunciou cortes no orçamento de programas sociais para garantir um valor recorde de orçamento secreto.
Em 2024, o governo Lula anunciou cortes e congelamentos no orçamento do programa Farmácia Popular por conta do congelamento de gastos no Orçamento da União. Apesar do corte, o Ministério da Saúde garantiu que não haveria impacto no funcionamento do programa nem na sua projeção de crescimento.